# Хав'єр Корберо

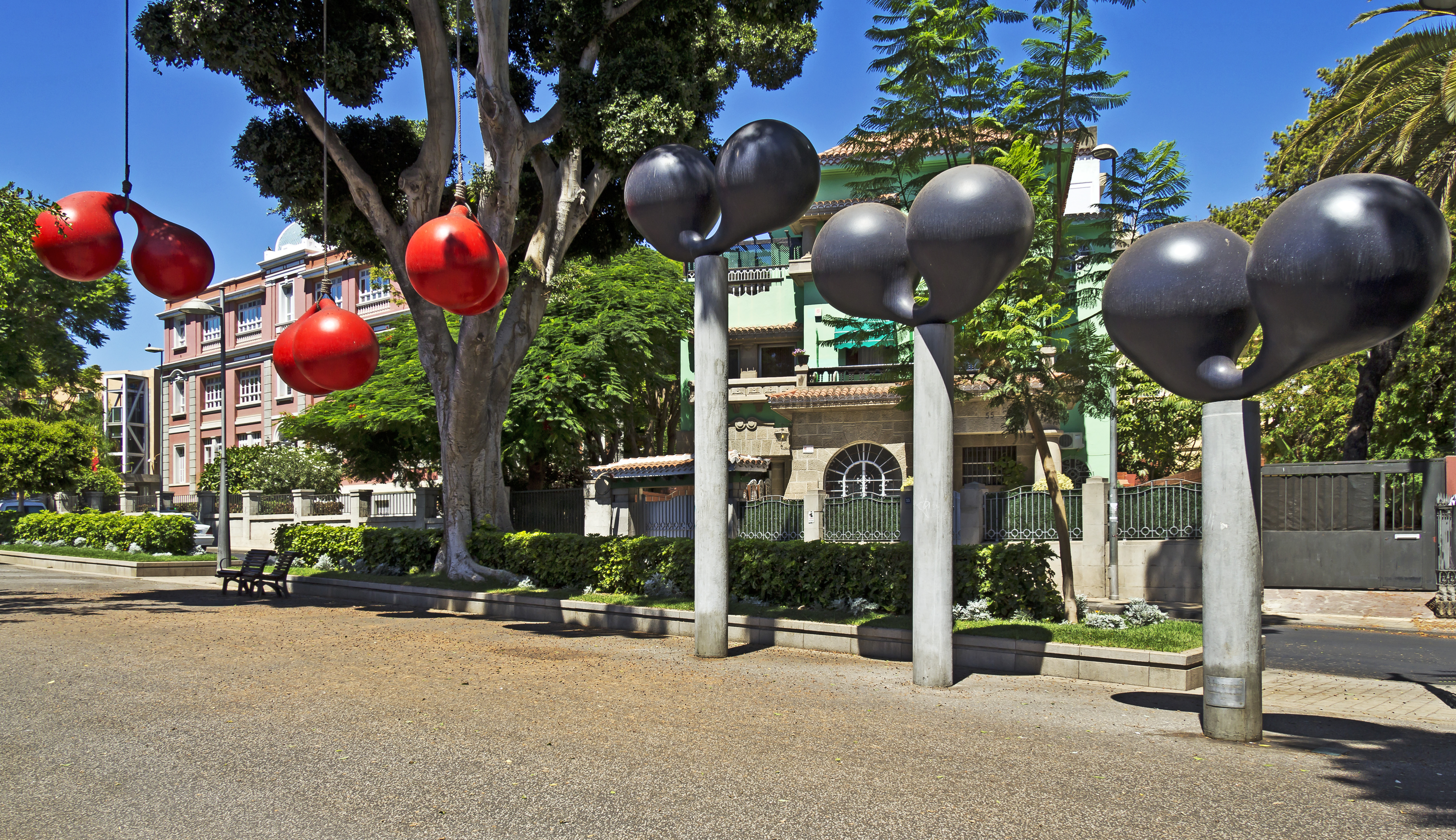
«Виконавці» (1973), Санта-Крус-де-Тенерифе

Хав'єр Корберо́-і-Олівелья (кат. Xavier Corberó i Olivella; 1935, Барселона) — іспанський (каталонський) скульптор.
Навчався в Ескола-Массана у Барселоні і Центральній школі мистецтв і ремесел у Лондоні. Також працював з фондом Медічі у Лозанні. Зазнав впливу Пабло Гаргальйо і Генрі Мура. У 1955 році взяв участь в Іспано-американському бієнале і Травневому салоні у Барселоні. Перша персональна виставка пройшла в 1963 році. 
Його роботи виставлялись у багатьох країнах Європи, Нью-Йорку і Японії та представлені у колеціях багатьох музеїв, таких як Метрополітен-музей у Нью-Йорку, Міський музей в Амстердамі, і Музей Вікторії та Альберта в Лондоні. Працює у Парижі, Барселоні і Нью-Йорку. 
Створив комплекс будівель у старому центрі Есплугес-де-Льобрегат, щоб забезпечити розміщення для художників, які відвідують Барселону. Був консультантом в мерії Барселоні у виборі творів художників для розміщення їхніх робіт на вулицях і площах міста, в рамках підготовки до літніх Олімпійських ігор 1992 року.